# Damián Carmona
José Cosme Damián Carmona Ortiz (Calabacillas, San Luis Potosí, 26 de septiembre de 1844 - 1 de marzo de 1869) fue un soldado mexicano, fiel a las fuerzas republicanas de Benito Juárez, que participó durante los enfrentamientos bélicos de la intervención francesa.

## Biografía
Fue un indígena guachichil, sus padres fueron Francisco Carmona y Juana Ortiz. Durante su infancia se dedicó a la venta de artículos de barro. Se unió al Ejército Mexicano formando parte del 5.° Batallón de infantería con base en San Luis Potosí. Sirvió bajo las órdenes del capitán José C. Verástegui.
Durante los enfrentamientos ocurridos en el sitio de Querétaro fue asignado en el puesto de centinela el 27 de abril de 1867. Estando de guardia una granada golpeó su fusil y rebotó a 2 o 3 m de distancia, demostrando serenidad y disciplina Carmona se mantuvo firme en su puesto —a pesar de la explosión del artefacto— limitándose a solicitar a su superior un arma nueva, pues su fusil había quedado hecho pedazos. Por el valor demostrado y la firmeza para mantenerse en su puesto fue ascendido a cabo de forma inmediata.
El 10 de junio de 1867, Carmona fue homenajeado. Después de un discurso pronunciado por Hilarión Frías y Soto, el coronel Cervantes le entregó una corona de laurel adornada con 114 pesos en monedas de oro, las cuales fueron recolectadas por la señorita Refugio Degollado y enviadas a Querétaro por el gobernador de San Luis Potosí, Juan Bustamante. El día 15, Carmona fue ascendido a sargento primero. Murió de tifo el 1 de marzo de 1869.

## Honores póstumos
En honor a la acción de Carmona, efectuada el 27 de abril de 1867, la Secretaría de la Defensa Nacional escogió esta fecha para celebrar en todo el país el Día del Soldado a partir de 1932, la cual fue respetada hasta 1950, año en que se estableció el 19 de febrero como Día del Ejército. Actualmente en esta fecha se celebra el Día de la Infantería La avenida Libertad, en San Luis Potosí, fue rebautizada en su honor. El nombre de la población de Calabacillas fue cambiado a San Marcos de Carmona, de igual forma el municipio de Mexquitic de Carmona, el cual fue rebautizado en 1947. El 27 de abril de 1967, durante el centenario de la hazaña, se develó un monumento en honor a Damián Carmona en el cerro de La Cámara, en Mexquitic. Existe una plaza en el Campo Militar N.° 1 que lleva su nombre.